# Zelda La Grange
Pour les articles homonymes, voir La Grange.
Zelda la Grange, née le 29 octobre 1970, et quelquefois surnommée Mandela's rock, est l'ancienne assistante particulière de Nelson Mandela. Elle l'a accompagné pendant dix-neuf ans, pendant son mandat de président jusqu'en juin 1999, puis après, faisant également office de porte-parole dans cette deuxième période. 

## Biographie
Zelda La Grange est née à Boksburg, une ville minière située dans la province du Transvaal (actuelle Gauteng), à l'est de Johannesbourg, en Afrique du Sud. Son père travaille pour une brasserie, puis dans une compagnie de travaux publics, et sa mère est enseignante. C'est une famille d'Afrikaners, dont les ascendants sont des huguenots, de Cabrières-d'Avignon, qui ont fui la France dans les années 1680. Ses parents et elle, sans être engagés politiquement, soutiennent l'apartheid, avec une vie basée sur les valeurs calvinistes afrikaners. Comme la plupart des familles blanches, ils ont une domestique noire qui travaille pour eux à plein-temps et est domiciliée à l'arrière de leur maison. Lorsque Zelda La Grange a 14 ans, son frère est appelé à faire un service national, ce qui, à ce moment-là, signifie pour partie participer à la répression des manifestations de l'ANC dans les townships. 
En février 1990, lorsque la libération de Nelson Mandela est annoncée, au terme de vingt-sept années d'emprisonnement, elle voit son père anxieux et lui demande pourquoi. Il évoque cette libération, mais elle ne sait pas qui est réellement Nelson Mandela. « Un terroriste », lui répond son père. 
Elle effectue des études à l'Université de technologie de Pretoria (Technikon Pretoria), pour devenir assistante exécutive. 
En 1992, elle participe au référendum sur la fin de l'apartheid, dernier scrutin national réservé à la seule population blanche, et vote contre. Cependant, c'est le «oui» qui l'emporte avec 68,73 % des suffrages exprimés. La même année, elle commence à travailler comme dactylo dans un service de l’État à Pretoria.
Le 10 mai 1994, Nelson Mandela devient le premier président noir d'Afrique du Sud, à la suite d'une élection ouverte à toute la population. Elle a alors l'opportunité d'être embauchée au Cap (ce qui l'intéresse) comme dactylo pour Marie Mxadana, secrétaire privée de Nelson Mandela, qui renforce son équipe. Nelson Mandela, dans la logique d'une nation arc-en-ciel, ne voit que des avantages au recrutement d'une jeune femme blanche afrikaner, dans une équipe aussi proche de la présidence et en contact avec les visiteurs. La première fois que Nelson Mandela lui adresse la parole, il le fait en afrikaans, langue qu'il a appris durant sa détention. 
Elle participe à un voyage au Japon et en Corée du Sud en 1995, puis en France l'année suivante. Cette année 1996, elle est promue assistante. Puis en 1999, lorsque Nelson Mandela quitte la présidence de la République, elle reste sa seule assistante, à sa demande. Sa charge de travail est alors encore plus élevée, Nelson Mandela étant très demandé. Elle organise les voyages à l'étranger,  l'accompagne dans ses déplacements, tente de le protéger des multiples sollicitations et lui sert de porte-parole. Les premières années, jusqu'en 2004, sont des « années folles ». Elle est aussi l'une des fondatrices de la Fondation Nelson Mandela,,. 
Nelson Mandela meurt le 5 décembre 2013. En juin 2014, elle publie ses souvenirs de deux décennies de collaboration, Good Morning Mister Mandela (en français, Bonjour, M. Mandela),,. Elle est devenue conférencière, enseignante, sur les thèmes du perfectionnement professionnel et de la motivation.

## Publication
- Bonjour, M. Mandela, New York, Viking, 2014  (ISBN 978-0-525-42828-2)